# Emilio De Bono
Emilio De Bono, (Cassano d'Adda, Lombardija, 18. ožujka 1866. – Verona, 11. siječnja 1944.),  bio je talijanski general tijekom Prvog svjetskog rata i fašistički aktivist koji je pomogao ustrojiti fašističku stranku Italije.

## Životopis
De Bono postaje časnikom 1884. i sudjeluje u Talijansko-turskom ratu i Prvom svjetskom ratu, gdje se naročito istakao u Bitci kod Vittorio Veneta. Poslije završetka Prvog svjetskog rata pridružuje se fašistima i učestvuje u Maršu na Rim, događaju koji je Mussolinija doveo na vlast. De Bono postaje senator 1923., zatim guverner Tripolitanije 1925. – 1928. i kolonijalni ministar 1929. – 1935. U svezi s tim unaprijeđen je u čin feldmaršala.
Imenovan je 3. travnja 1935. vrhovnim zapovjednikom talijanskih snaga u Africi ali ga je je Pietro Badoglio opozvao u studenom iste godine. 
De Bono postaje, zajedno s Mussolinijem, Cesarom De Vecchiom i Italom Balbom jednim od vođa fašističke partije (PNF). Pripadao je konzervativnoj nacionalističkoj falangi iz redova stranke koja se protivila približavanju nacističkoj Njemačkoj, aktu koji Mussolini provodi kada je Abesinska kriza 1934. pogoršala veze s demokratskim državama.
Tijekom savezničke okupacije Italije 1943., De Bono se pridružuje pučistima iz redova stranke i glasuje za Mussolinijevu smjenu i uhićenje, no Mussolini je kasnije, kada su ga njemačke snage solobodile, uhitio De Bona, i u tzv. "Veronskom procesu" (tal. processo di Verona) biva osuđen na smrt. Strijeljan je zajedno s Galeazzom Cianom, Lucianom Gottardijem, Giovanniem Marinellijem i Giuseppeom Pareschiem.